# Khánh Cung Hoàng quý phi
Khánh Cung Hoàng quý phi (chữ Hán: 慶恭皇貴妃; 12 tháng 8 năm 1724 - 21 tháng 8 năm 1774), Lục thị (陆氏), người Hán, là một phi tần của Thanh Cao Tông Càn Long Đế.
Bà được biết đến là dưỡng mẫu của Thanh Nhân Tông Gia Khánh Đế, người kế vị Càn Long Đế. Vì công ơn đó, dù chưa từng là Hoàng quý phi, bà vẫn được Gia Khánh Đế ra chỉ truy phong ngay sau khi Thái thượng hoàng Càn Long băng hà.

## Cuộc đời

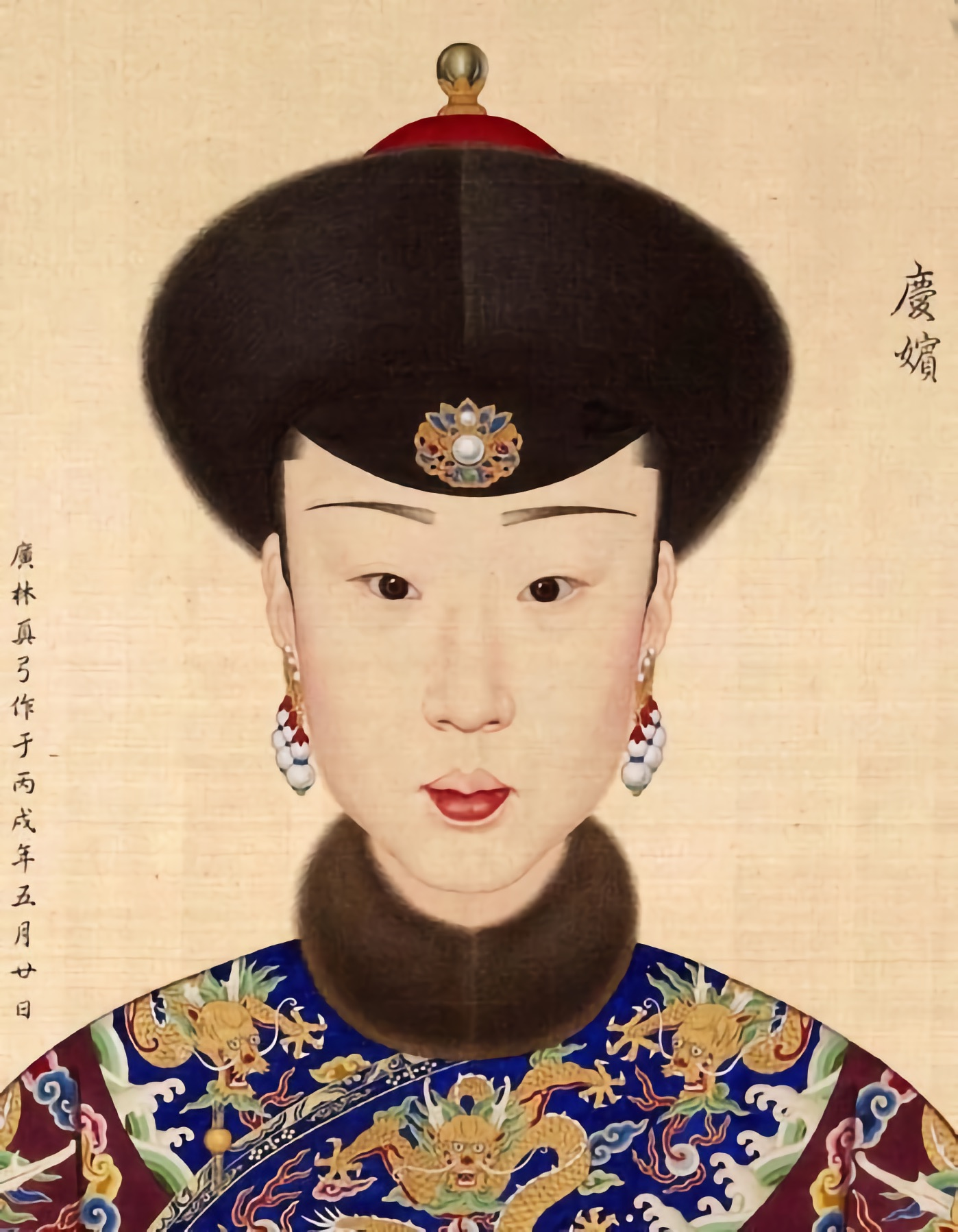
Cận dung Khánh Cung Hoàng quý phi Lục thị

### Thân thế
Khánh Cung Hoàng quý phi Lục thị là con gái của Lục Sĩ Long (陆士隆), cũng như Thuần Huệ Hoàng quý phi Tô thị đều là xuất thân dòng dõi một gia đình thường dân, không chức vụ lẫn tước vị nên không có phân kỳ. Bà sinh vào ngày 24 tháng 6 (âm lịch) năm Ung Chính thứ 2 (1724).
Thời gian Lục thị nhập cung, cho đến nay vẫn chưa có tài liệu chắc chắn. Xuất thân của bà, cũng như Thuần Huệ Hoàng quý phi đều là con nhà thường dân, do đó bà không thể thông qua Bát kỳ tuyển tú được chỉ định làm tần phi, cũng không thể qua tuyển chọn của Nội vụ phủ mà vào cung làm cung nữ do bà cũng không phải xuất thân Bao y. Hiện tại, căn cứ vào quá trình nhập cung của những người cùng xuất thân với Lục thị, gồm Phương phi và Lộc quý nhân, có thể thấy các nữ tử bình dân đều phải được tiến cử bởi các Diêm chính (盐政) ở phía Nam cùng các Thuế vụ giám đốc sở tại. Từ đó suy ra, rất có thể Lục thị đã được tiến cử bởi quan Thuế vụ ở Phượng Dương tên là Phổ Phúc (普福), khi ấy nhậm chức vào năm Càn Long thứ 7 (1742), nên có lẽ Lục thị được vào cung trong thời gian này.
Năm Càn Long thứ 13 (1748), Lục thị được phong làm Thường tại. Ngày 12 tháng 4, tấn phong làm Quý nhân. Năm thứ 16 (1751), ngày 2 tháng 1, được tấn phong Khánh tần (慶嬪). Theo Hồng xưng thông dụng, "Khánh" có Mãn văn là 「Fengsengge」, nghĩa là "có phúc khí". Ngày 8 tháng 6, lấy Hiệp bạn Đại học sĩ Thượng thư A Khắc Đôn (阿克敦) làm Chính sứ, Nội các Học sĩ Ngô Đạt Thiện (吴达善) làm Phó sứ, cử hành Khánh tần sắc phong lễ.
Năm Càn Long thứ 22 (1757), cha bà Lục Sĩ Long nhập làm Bao y Anh Liêm Tá lĩnh của Tương Hoàng kỳ, vào Nội vụ phủ.

### Phong phi
Năm Càn Long thứ 24 (1759), ngày 19 tháng 6, dụ tấn Khánh phi (慶妃). Ngày 18 tháng 12, lấy Đại học sĩ Lai Bảo (来保) làm Chính sứ, Lễ bộ thượng thư Ngũ Linh An (伍龄安) làm Phó sứ, tiến hành Khánh phi sắc phong lễ. Vào năm Càn Long thứ 30 (1765), tháng giêng, Khánh phi Lục thị cùng Càn Long và Kế Hoàng hậu Na Lạp thị, Lệnh Quý phi Ngụy thị và Dung tần Hòa Trác thị dự chuyến tuần du đến phương Nam năm đó.
Năm Càn Long thứ 33 (1768), ngày 5 tháng 6, Khánh phi Lục thị được tấn phong Khánh Quý phi (慶貴妃). Ngày 6 tháng 10, lấy Đại học sĩ Phó Hằng làm Chính sứ, Nội các Học sĩ Tháp Vĩnh A (塔永阿) làm Phó sứ, tiến hành đại lễ sắc phong Quý phi.

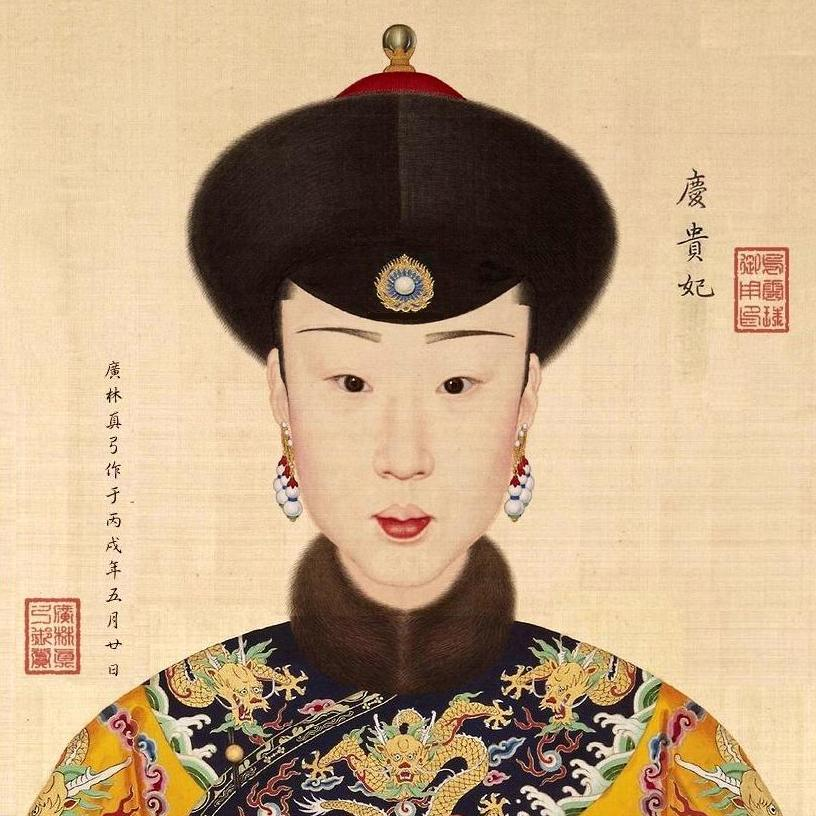
Khánh Quý phi Lục thị

Vào thời điểm này, Khánh Quý phi địa vị chỉ dưới Hoàng quý phi Ngụy thị, bà cũng được Càn Long Đế giao nuôi dưỡng con trai lớn nhất của Hoàng quý phi Ngụy thị là Vĩnh Diễm, tương lai chính là Gia Khánh Hoàng đế. Đối với Khánh Quý phi, Càn Long Đế rất là quan tâm, thường xuyên đưa bà cùng đi du tuần. Theo những ghi chép về số lượng người đi theo Càn Long Đế thường xuyên, thì Khánh Quý phi còn được bồi giá nhiều hơn cả Hoàng quý phi, và tương đương với Dung phi. Khi Khánh Quý phi lâm bệnh liền 3 năm, Càn Long Đế luôn tìm lang y trong dân gian nhưng vẫn không khỏi, vì thế ông bố trí cho bà ở hoa viên nhỏ bên trong Thần Vũ môn (神武門) để an dưỡng. Đến khi Khánh Quý phi bệnh tình nguy kịch, Càn Long Đế đang trú nắng ở Tị Thử Sơn Trang lập tức phái người đến thăm hỏi.
Năm Càn Long thứ 39 (1774), ngày 15 tháng 7 (âm lịch), Khánh Quý phi Lục thị qua đời, hưởng thọ 51 tuổi. Càn Long Đế mệnh nghỉ triều 5 ngày, phái Hoàng lục tử Vĩnh Dung, Hoàng bát tử Vĩnh Tuyền, Hoàng thập nhị tử Vĩnh Cơ, Hoàng thập ngũ tử Vĩnh Diễm, Thuận Thừa Quận vương Hằng Xương (恒昌), Hòa Quận vương Miên Luân (绵伦), Quả Quận vương Vĩnh Tú (永瑹) cùng Hòa Thạc Hòa Khác Công chúa đến chịu tang. Năm Càn Long thứ 40 (1775), ngày 26 tháng 10, kim quan của Khánh Quý phi được an táng tại Dụ lăng, Phi viên tẩm.

## Truy tặng Hoàng quý phi
Năm Gia Khánh thứ 4 (1799), ngày 4 tháng 1 (âm lịch), sau khi Càn Long Thái Thượng hoàng băng hà, vì có công ơn nuôi dưỡng, Khánh Quý phi Lục thị được Gia Khánh Đế truy phong thành Khánh Cung Hoàng quý phi. Chiếu dụ có nói:
| “                                       | 又谕、朕自冲龄。蒙庆贵妃养母抚育。与生母无异。理宜特隆典礼。加晋崇封。兹追封为庆恭皇贵妃。所有应行典礼。著该衙门查例具奏。 ... Dụ, Trẫm từ lúc còn nhỏ ấu, đã được dưỡng mẫu là Khánh Quý phi nuôi lớn, tình cảm và công ơn không khác gì mẹ ruột. Theo lý thì nên đặc biệt dựa theo điển lễ mà gia tấn vị hiệu. Nay truy phong (Khánh Quý phi) làm Khánh Cung Hoàng quý phi. Những điển lễ nên cử hành, các Nha môn tra lệ rồi tấu lại. | ” |
| — Thanh Nhân Tông thực lục - 清仁宗实录 | |   |

Trong năm Gia Khánh, thưởng cho cháu trai của Khánh Cung Hoàng quý phi là Lục Tùng Linh (陸松齡) thế tước [Kỵ đô úy; 騎都尉].

## Trong văn hóa đại chúng
| Năm  | Phim                           | Diễn viên     | Nhân vật       |
| 1988 | Mãn Thanh thập tam hoàng triều | Âu Ái Linh    | Lục Phụng Nghi |
| 2002 | Cửu tuế huyện Thái Gia         | Cao Bảo Bảo   | Khánh quý phi  |
| 2018 | Diên Hi công lược              | Lý Nhược Ninh | Lục Vãn Vãn    |
| 2018 | Như Ý truyện                   | Vu Dương      | Lục Mộc Bình   |